# Матрица (электроника)

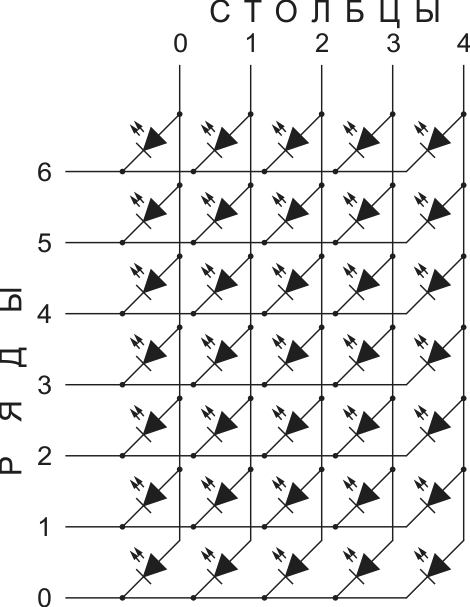
Электрическая схема одноцветного светодиодного матричного индикатора с динамическим управлением

Ма́трица — обобщённый термин в электронике для обозначения различных объектов, в которых элементы объекта упорядочены в виде двумерного массива, аналогично математической матрице. В матрице изолированные друг от друга электрические проводники расположены (условно) вертикально и горизонтально, а в местах их пересечения расположены элементы матрицы (например, кнопки, светодиоды, ячейки памяти); элементы матрицы подключены к проводникам. Если {\displaystyle m} и {\displaystyle n} — количества тех элементов, которые нужно разместить по горизонтали и по вертикали соответственно, то для подключения всех элементов к электрической схеме устройства потребуется {\displaystyle m\times n+1} проводников; применение матрицы позволяет уменьшить это число до {\displaystyle m+n}.

## Использование

### Матрица кнопок
В матрице кнопок по строкам и столбцам расположены кнопки. Чтобы одновременное нажатие трёх кнопок не вызывало ложное срабатывание четвёртой, последовательно с каждой кнопкой подключают диод. Либо программно отключают третью (так работают компьютерные клавиатуры).

### Матричный индикатор
В матричном индикаторе элементы индикации сгруппированы по строкам и столбцам.

### Фотоматрица
Фотоматрица — специализированная аналоговая или цифро-аналоговая интегральная микросхема, состоящая из светочувствительных элементов, организованная в виде матрицы.

### Матричный принтер
В матричных принтерах, в отличие от литероносителей, символы формируются матрицей, состоящей из отдельных печатаемых точек.

### Вентильная матрица
Программируемая вентильная матрица состоит из электрических соединений, программируемых на заводе или пользователем.

### Оперативное или постоянное запоминающее устройство
В ОЗУ и ПЗУ элементы памяти на кристалле организованы в виде матрицы, обращение к которым обычно производится по строкам и столбцам.